# جان کارلو منوتی

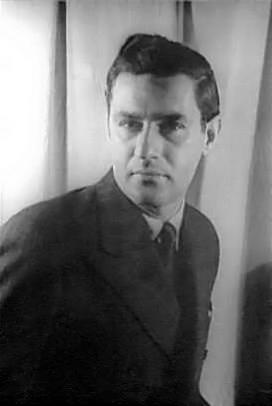
جان کارلو مِنوتی

جان کارلو مِنوتی (به ایتالیایی: Gian Carlo Menotti)‏ (۷ ژوئیهٔ ۱۹۱۱ - ۱ فوریهٔ ۲۰۰۷) آهنگساز مشهور ایتالیایی، برندهٔ جایزهٔ پولیتزر، و پایه‌گذار چند جشنوارهٔ موسیقی در ایتالیا و ایالات متحدهٔ آمریکا بود.
او در ۹۵ سالگی در موناکو درگذشت.

## زندگی شخصی
مِنوتی همجنس‌گرا بود. ساموئل باربر، آهنگساز نامدار آمریکایی، شریک زندگی او بود. مِنوتی اپرانامهٔ وَنِسا، مشهورترین اپرای باربر را نوشت.